# Maichewia montana
Maichewia montana är en insektsart som beskrevs av Rauno E. Linnavuori och Al-ne'amy 1983. Maichewia montana ingår i släktet Maichewia och familjen dvärgstritar. Inga underarter finns listade i Catalogue of Life.